# Wasserbehälter (Finthen)

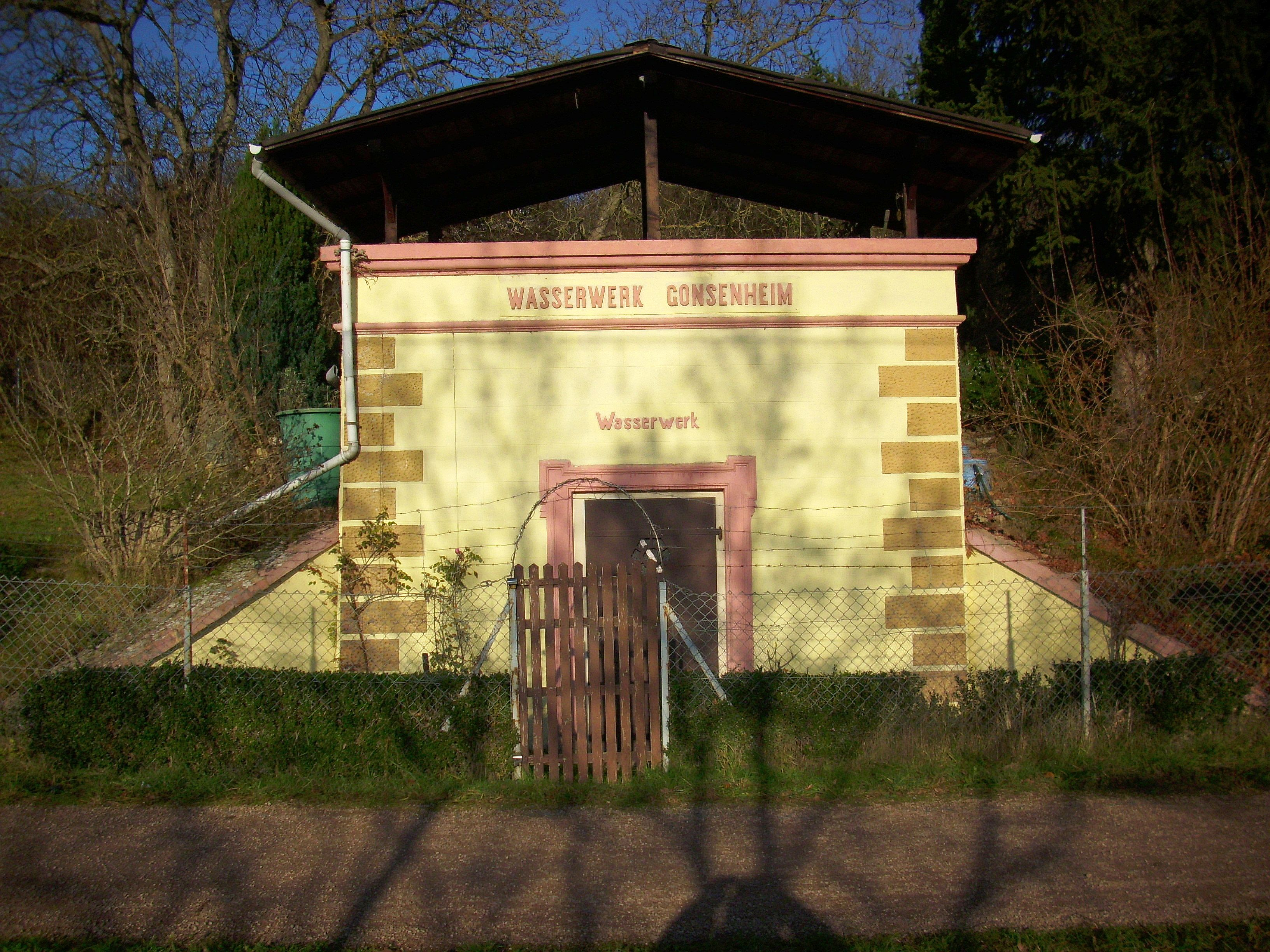
Wasserbehälter in Finthen

Der Wasserbehälter in Finthen, einem Stadtteil von Mainz in Rheinland-Pfalz, wurde 1900 errichtet. Der Wasserbehälter nordöstlich des Ortes am Gonsbach ist ein geschütztes Kulturdenkmal.  
Der barockisierende Putzbau mit Eckquaderung wurde von der Großherzoglichen Kulturinspektion Mainz errichtet. Der Wasserbau-Ingenieur und Baubeamte Bruno von Boehmer entwarf und leitete von 1897 bis 1907 die Modernisierung der Wasserversorgung großer Teile Rheinhessens.